# Centro Caribe Sports
Centro Caribe Sports (Antigua ODECABE) es la entidad que tiene a su cargo la realización de los Juegos Centroamericanos y del Caribe. Asimismo, tiene como objetivo desarrollar y proteger el deporte en los países afiliados a través de sus Comités Olímpicos Nacionales.
El proyecto de creación de la ODECABE fue aprobado el 25 de agosto de 1959 en una asamblea de delegados realizada en Jamaica que ratificaría la sede de los juegos en Kingston para 1962. En otra reunión celebrada en Ciudad de México del 8 al 10 de febrero de 1960, los mismos representantes aprobaron los estatutos de la organización, siendo nombrado como presidente el puertorriqueño Julio E. Monagas, y como presidente honorario el mexicano José de Jesús Clark Flores.
Debido al hecho de que los juegos de 1966 tienen lugar en Puerto Rico, estado libre asociado de los Estados Unidos, los primeros años son marcados por el conflicto político entre Cuba y EE. UU. Tras múltiples intervenciones de Clark Flores y del COI, Cuba obtiene el derecho de participar. Dominará estos juegos a partir de la edición de 1970.

## Miembros asociados
| Comité Olímpico de Antigua y Barbuda                    |
| Comité Olímpico de Aruba                                |
| Comité Olímpico de Bahamas                              |
| Comité Olímpico de Barbados                             |
| Comité Olímpico de Belice                               |
| Comité Olímpico de Bermudas                             |
| Comité Olímpico Colombiano                              |
| Comité Olímpico Nacional de Costa Rica                  |
| Comité Olímpico Cubano                                  |
| Comité Olímpico de Dominica                             |
| Comité Olímpico Dominicano                              |
| Comité Olímpico de El Salvador                          |
| Comité Olímpico de Granada                              |
| Comité Olímpico Guatemalteco                            |
| Comité Olímpico de Guyana                               |
| Comité Olímpico de Haití                                |
| Comité Olímpico Hondureño                               |
| Comité Olímpico de Islas Caimán                         |
| Comité Olímpico de Islas Vírgenes Británicas            |
| Comité Olímpico de Islas Vírgenes de los Estados Unidos |
| Comité Olímpico de Jamaica                              |
| Comité Olímpico Mexicano                                |
| Comité Olímpico Nicaragüense                            |
| Comité Olímpico de Panamá                               |
| Comité Olímpico de Puerto Rico                          |
| Comité Olímpico de San Cristóbal y Nieves               |
| Comité Olímpico de San Vicente y las Granadinas         |
| Comité Olímpico de Santa Lucía                          |
| Comité Olímpico de Surinam                              |
| Comité Olímpico de Trinidad y Tobago                    |
| Comité Olímpico Venezolano                              |